# بخش کرباسک
بخش کرباسک یکی از بخش‌های شهرستان زابل استان سیستان و بلوچستان ایران است.

## تقسیمات کشوری
- بخش کرباسک
  - دهستان ژاله‌ای
  - دهستان کرباسک

## جمعیت
براساس سرشماری عمومی نفوس و مسکن در سال ۱۳۹۵، جمعیت بخش کرباسک برابر با ۱۵،۳۷۰ نفر بوده‌است.